# 椅子
椅子（いす）とは、座るため（座姿勢）に使用する道具の総称。

## 概説
椅子は、こしかけるために作られたものや、こしかけるために使われているものであり、こしかけるための家具（の総称）である。「腰掛け（こしかけ）」とも言う。日本の特許庁の意匠登録の定義では「室内外で人が腰を掛け座る際に体を支えるために用いる器具」としている。
人が日常生活のなかでとるおもな姿勢は、「立つ」・「座る」・「寝る」の3つであり、このなかの「座る」に対応する道具が椅子である。多くの人が人生の約3分の1は椅子で過ごしており、人体に適合していることが強く求められているので、椅子は「家具」というよりは「体具」とでも呼ぶほうが実態に近い。なお、立った姿勢、座った姿勢、寝た姿勢をそれぞれ「立位（りつい）」「座位（ざい）」「臥位（がい）」と言うが、「座位」の中でも、特に椅子などに腰掛けた姿勢は「椅座（いざ）」と言う。
椅子は座るための道具であることから構造的に全ての椅子は「座面」を持っている。典型的な椅子ではこの座面を支えるため「脚」をもっており、さらに「背もたれ」や「肘掛け」が付いているものもある。
椅子は、形態、用途、機構、材料、加工技術などの観点から分類することが可能である。椅子は（腰かける人数、という観点からは）、「一人掛け」と二人以上で腰掛けられる「複数掛け」（座部が複数あるいは座部が長い等（ソファー））に分けられる。 {\displaystyle {\ce {->}}} #分類と種類
構造的に座面や脚部を折り畳めるものもある。また、劇場等では座面をはね上げることができるものもある。このほかテーブル、収納部や音響装置や足乗せ台が付加されているものもある。
このほか自動車、鉄道車両、航空機、遊技用乗物等に設置するものもある（座席を参照）。
古代エジプトですでに椅子が使われており、エジプト王はその地位を象徴するような豪華な椅子を使った。→#歴史

### 「座る」以上の機能
椅子は、「座る」や「座姿勢を保つ」ということを越えた機能を持ちうる。
椅子は、古代エジプトの玉座や中世教会の司教の椅子などのように、地位や役職を象徴する性質を持つ（椅子の象徴性）。→#象徴的機能
椅子は時代ごとの人間の立ち居振る舞いや衣装などと密接な関連を持つ（椅子の時代性）。
近代建築の空間と椅子との関係は、椅子の形態の決定に重要と考えられるようになった（椅子の空間性）。

## 分類と種類

### 椅子の分類
形態・用途・機構・材料・加工法などによって分類することが可能である。
形態による分類
スツール（背もたれなしの椅子）、小椅子、肘掛椅子、安楽椅子、長椅子（ソファ）、寝椅子、ロッキングチェア、スタンディングチェア（立ち座り椅子）など。
用途による分類
事務用、学習用、会議用、食事用など。また、散髪（理容・美容）用、観劇用・映画観賞用、スポーツ観戦用などもある。
機構による分類
固定（式）、折りたたみ式、回転式など。
材料（素材）による分類
木製、籐製、金属製、樹脂製など。
加工技術による分類
（たとえば同じ木製椅子でも）「曲木（まげき）」「挽き物（=木工旋盤による加工）」「成形合板製」など。

### 用途別・形態別の主な椅子
椅子は用途によって、一般事務・学校用、パソコン用、会議・談話・食事用、休息・安楽用、寝椅子用に分類される。一般事務・学校用、パソコン用、会議・談話・食事用は、通常は机やテーブルとともに使用される椅子である。
パイプ椅子
鉄製のパイプとクッション材を組み合わせた、安価で大量生産を可能とした椅子。一般的に「パイプ椅子」という場合、収納時に折りたたんで平坦に出来るタイプのものを指すことが多い。
事務用椅子（オフィスチェア）
オフィスの事務作業で用いる椅子の総称。座面の支柱が一本で、複数に分かれた脚部の先に車輪（キャスター）がついていることが多い。背もたれは金属ばね、ガス圧、油圧を用いた自動復元式が一般的で、少数ながらねじによる固定式がある。
オフィスチェアの一種であるPC作業用チェアは、キーボードが使い易いように両側に肘掛けを備え、座面・背もたれ・肘掛けの高さや角度の調節が細かくできるものが多い。
ゲーミングチェア
PCゲームの愛好家たちのニーズに応えるための椅子であり、2006年に登場した、比較的新しい椅子である。構造・機構的には基本的には上述のオフィス向けPC作業用チェアと類似しているが、長時間PCゲームをプレーするプレーヤーのために、さらに工夫がこらされている。オフィス向けのPC作業用チェア同様に肘掛けの高さを細やかに調整できるので長時間のキーボードやゲームパッドの操作で疲労がたまりにくく、背もたれが高くて（ハイバック）頭部を支えるクッションもついており、背もたれを後ろに倒せる角度が大きいという特徴があり半分寝たような姿勢でプレーすることもでき、疲れればそのまま休憩・仮眠もできるものが多い。登場初期にレーシングカーの座席メーカーがかかわったため、また他の後発メーカーもプレーヤーの気分を盛り上げるために、レーシングカーのバケットシートを連想させるような背もたれ脇の立体形状や、赤や青など派手な色彩の配色を採用しているものが多い。
スツール（ストゥール、ストール）(en:Stool (seat))
背もたれやひじ掛けのない椅子。英語では「chair（）」と区別される。座面が円形のものも多く、それらを丸椅子と呼ぶこともある。以前の郵便物の棚への仕分けなど、席の離着や座ったままの移動が多い仕事向けに、事務用椅子と同様の車輪付きの脚を持つものもある。バーなど、飲食店のカウンター席用の背の高いものもスツールに分類される。
ミルクスツール
3本脚の小さな椅子で、ヒモを付けて壁に掛けられる。牛の乳絞りの際に用いるため、搾乳用腰掛とも言う。日本人向けの他の椅子の座面の高さが約40cm程度であるのに対し、こちらは約25cmと低い。
アームチェア（肘掛椅子）
肘掛けのある椅子。
ロッキングチェア（揺り椅子）
一般には椅子の脚の接地面側に橇状の湾曲した部材が取り付いており、重心を動かすことで前後に揺れる機能を有した椅子。
安楽椅子
ロッキング機能に加えて、背当て部分が倒れるなどのリクライニング機能が加わった椅子の総称。ときにロッキングチェアと同義で扱われる場合がある。
イージーチェア (easy chair)
背や座などを張りぐるんだ肘付きの、休息度の高い椅子。安楽椅子。この基本形は18世紀頃の
ベルジェールと呼ばれるものなどに見られる。
ウィングチェア（wing chair）
高い背の上部両側に、前に突き出した翼状のものをもつ休息用の椅子。17世紀中頃から見られるようになった。
ソファ
ソファーと表記されることも多いが、英語の発音は「ソウファ」に近い。接客目的で用いる背もたれの付いた長椅子。肘掛けを持たないものもある。表装は布製（ファブリック）や皮革（レザー）製品があり、表皮の張りとクッションの反発力は強いものから弱いもの（ルーズクッション）まで様々である。また、背もたれが水平まで倒れ、簡易ベッドとなるソファベッド（ソファーベッド）もある。
寝椅子
身体を横にすることができる椅子の総称。病院の診察室などで用いられることが多く、座った時の高さが通常の椅子と同じ高さになっていることから就寝用家具のベッドと区別する。シェーズ・ロング（長椅子）など。
古代ギリシャではクリーネという寝椅子が用いられていた。ギリシア人の市民階級の男性はクリーネの上にマットを敷いて横になり、酒を飲んだり食事をしたり議論したり、という生活をしていた。ベッドとダイニングチェアと安楽椅子を兼用する万能家具だったといえる。
カウチ
長椅子のうち、ソファが正式な接客目的で使われるのに対し、より小型でプライベートな目的で用いられる位置付けのものを指す。簡易的なベッドとして休息するために寝そべることができる。そのカウチに寝そべって怠惰な生活を指すカウチポテト族で知られるようになった。
座椅子
畳・床面等に尻をつけて座る、あるいは正座する姿勢と同様の座る姿勢を補助するもので、脚部が無く、座（＝尻をのせる面・板）と背もたれが基本構成となっているもの。なお、肘掛けの有無は問わない。
ベンチ
形状は横長だけでなく、樹木の周りに沿わせた円形のものもあり、複数の人が腰掛けることができるようにした長椅子全般を指し、乗り物用のベンチシートもこれに由来する。部材は長いものの他、樹脂成形の一人用の椅子を複数並べたものもある。野外に置かれることが多く、木材・熱可塑性樹脂・FRP・金属など、一般に耐候性に優れた材質を用い、熱可塑性樹脂以外は表面加工を施したものが多い。公共の場に置かれることが多いため、近年は寝そべりや就寝による独り占めを防止する袖仕切りや凹凸を設けたものも増えている。
スローン
ドラムを座って演奏するためのドラム椅子を「ドラムスローン」(drum throne) と呼ぶ場合がある。物理的な椅子としての王座や、幼児用の便器であるオマルを示すが、英語一般のスローンの意味は物理的な椅子というよりは王位や「王座」、頂点の座という意味合いが強い。

## 素材
座面にはクッション材や張り材が用いられることもあり、クッション材の種類としてはスポンジゴム、ウレタンフォーム、鋼製ばねなどがあり、張り材の種類としては皮革や合成皮革などがある。
椅子の構造部材には、天然木、合板、パーティクルボード、竹、籐（とう）、ステンレス鋼、アルミニウム、天然石、陶磁器、金などがある。
公共機関の椅子は、耐久性や清掃のしやすさが優先されることもある。屋外に設置される椅子には、耐雨性・耐光性なども求められる場合がある。

## 意匠と機能
椅子は意匠に重点がおかれる場合と機能に重点がおかれる場合がある。
中世では王侯貴族などが権威を誇示するための椅子の意匠が発達した。中世キリスト教装飾に影響を受けた様式となっている。ゴシック、ルネサンス、バロック、ロココ、ディレクトワール様式(fr)などである。
近代では実用性と芸術性を追求した機能的なデザインが発達する。伝統的には北欧やイタリアが有名であり、戦後ではイームズなどのアメリカ・モダンも有名である。

### 著名なデザイン
- アーロンチェア
- エッグチェア
- チューリップチェア
- バブルチェア
- ニーリングチェア
- スツール60 (artek)：フィンランドのアルヴァ・アールトによるデザイン。20世紀前半の北欧モダン。木製で曲線をいかしたシンプルなデザイン。
- イームズシェルチェア"サイドシェルチェア"（ハーマンミラー社）：チャールズ・イームズによるデザイン。1940年代から1980年代のアメリカ・モダンの代表。
- CH24 "Yチェア"：ハンス・J・ウェグナー
- セブンチェア（フリッツハンセン）：アルネ・ヤコブセン
- PK22：ポール・ケアホルム
- レッドアンドブルーチェア：トーマス・リートフェルト
- LC2 (Cassina)：ル・コルビュジエ（家具デザインの多くは助手のシャルロット・ペリアンが担当した）
- バルセロナチェア（Knoll社）：ミース・ファン・デル・ローエが1929年バルセロナ万国博覧会のドイツ館の設計とともに賓客用の椅子として設計[1]。
- HILLHOUSE "ラダーバックチェア"：マッキントッシュ
- アームレスチェア（ワイ・エム・ケー長岡）：剣持勇
- バタフライスツール（天童木工）：柳宗理
- 低座イス（天童木工）：坂倉準三建築研究所（担当 長大作）
- スポークチェア（天童木工）：豊口克平
- ローコストチェア （天童木工）：松村勝男

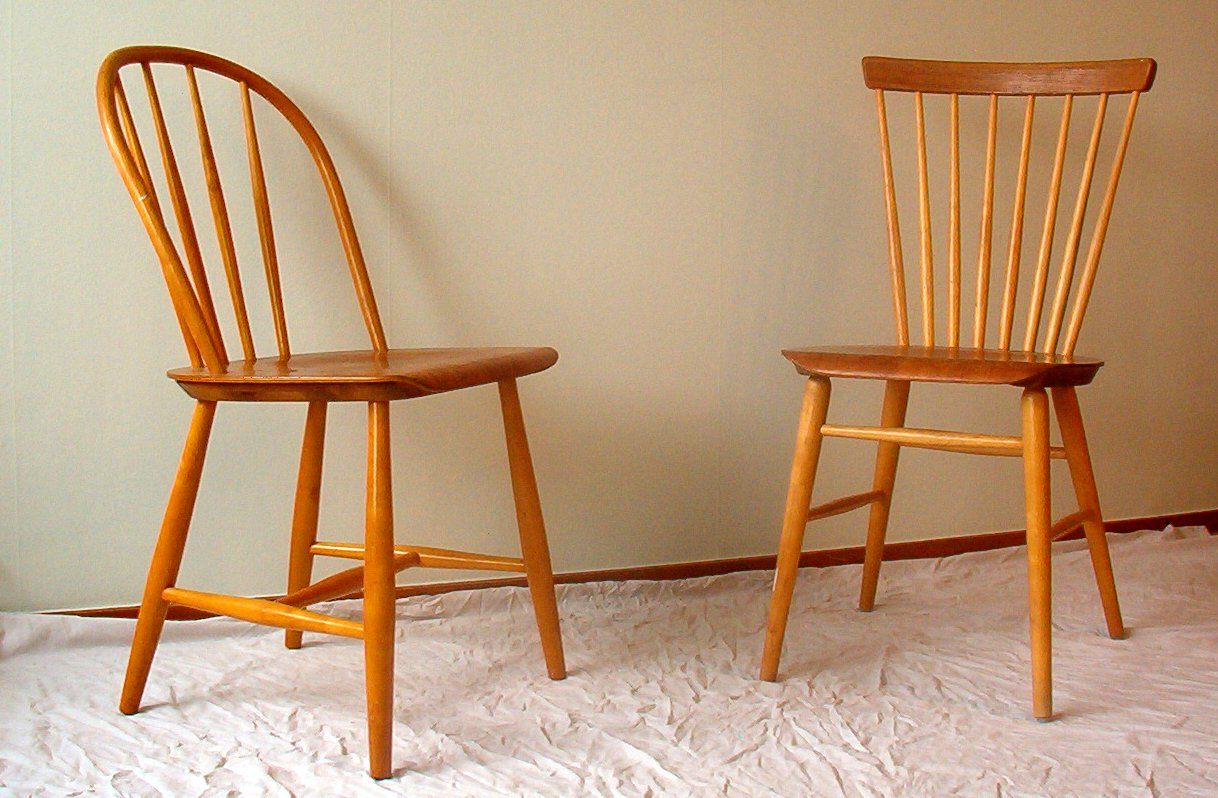
イギリス発祥とされるウィンザー・チェア（これはスウェーデン製）
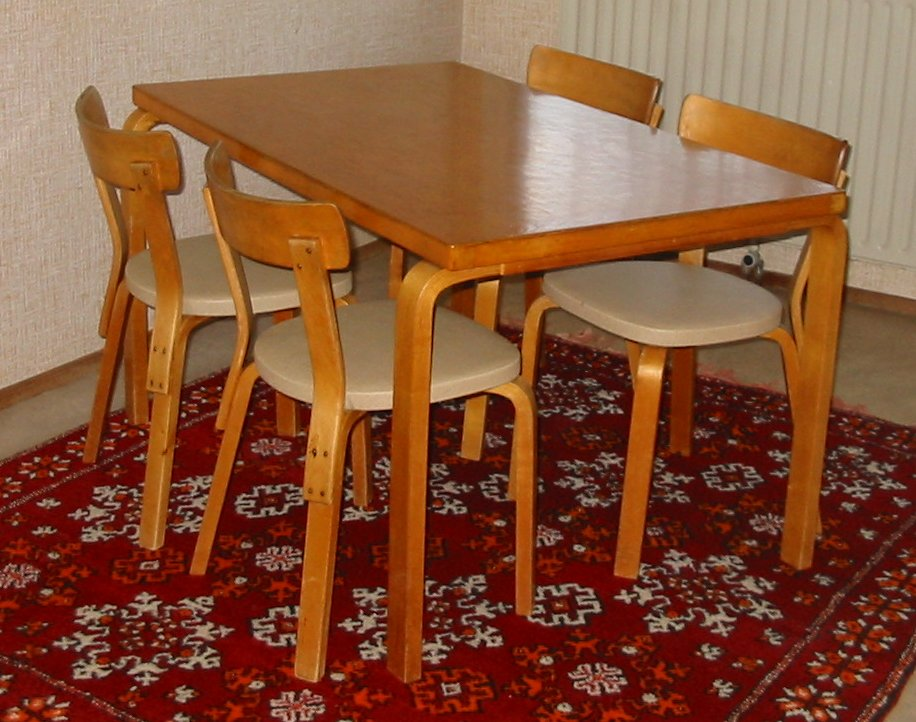
アアルト。テーブルと椅子
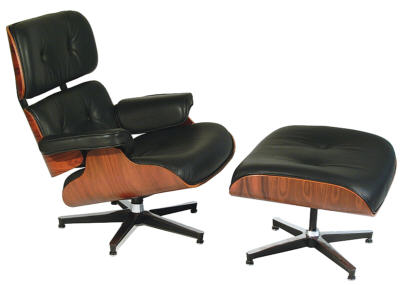
チャールズ・イームズ。ラウンジチェア&オットマン
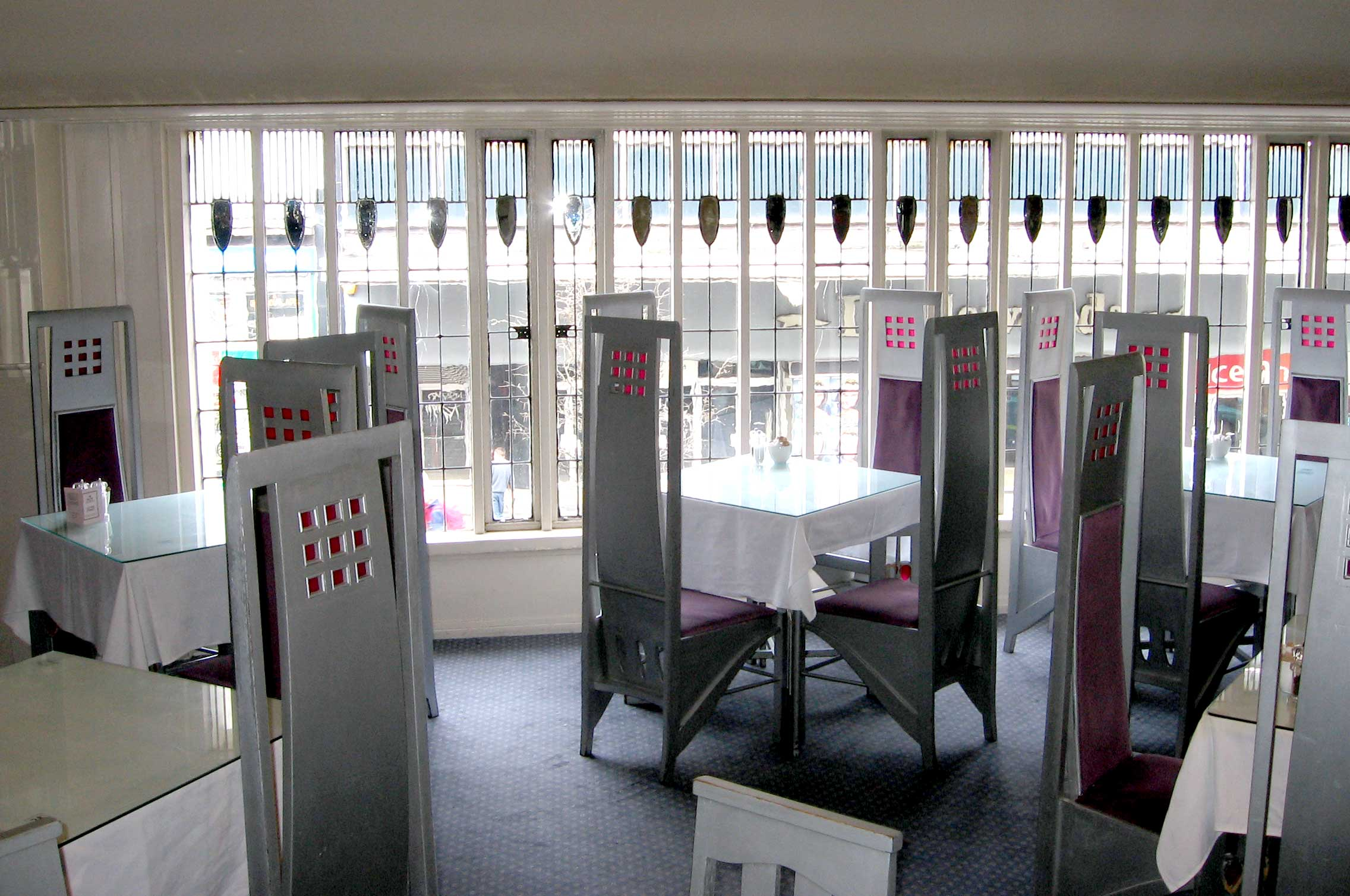
チャールズ・レニー・マッキントッシュ
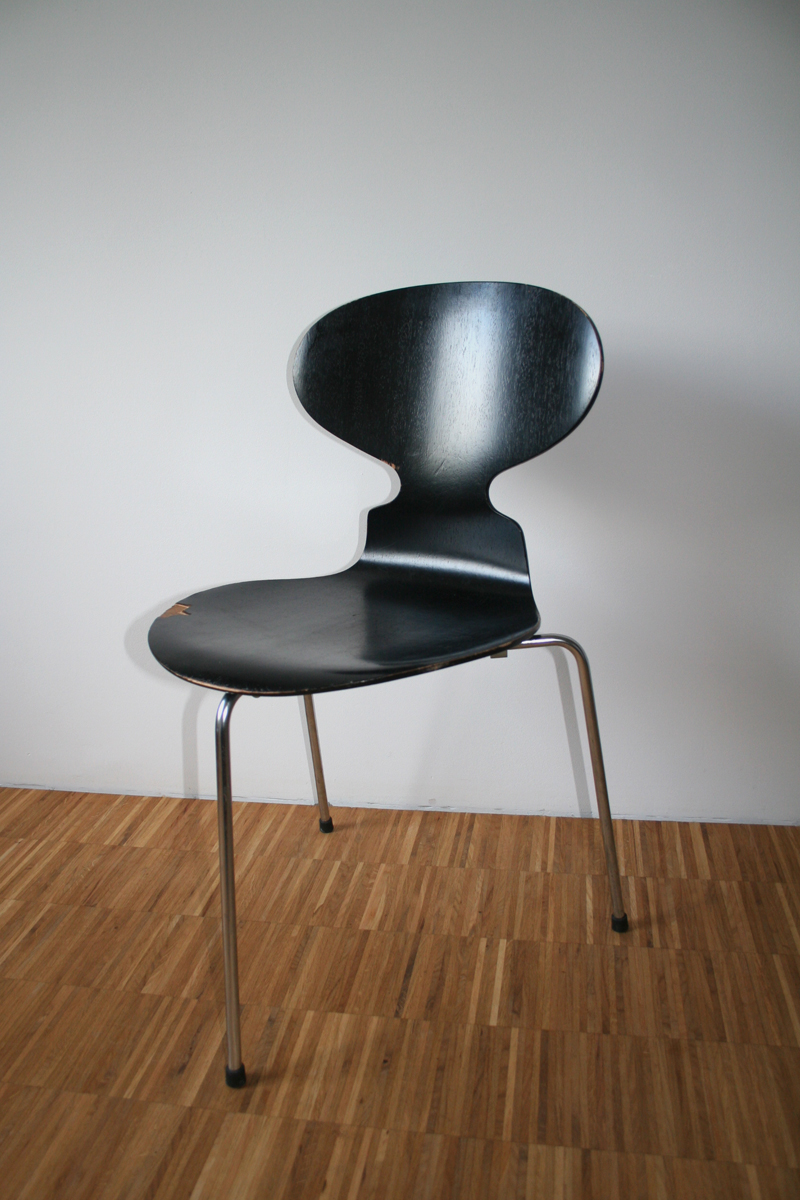
アルネ・ヤコブセン。アント・チェア（1952年）
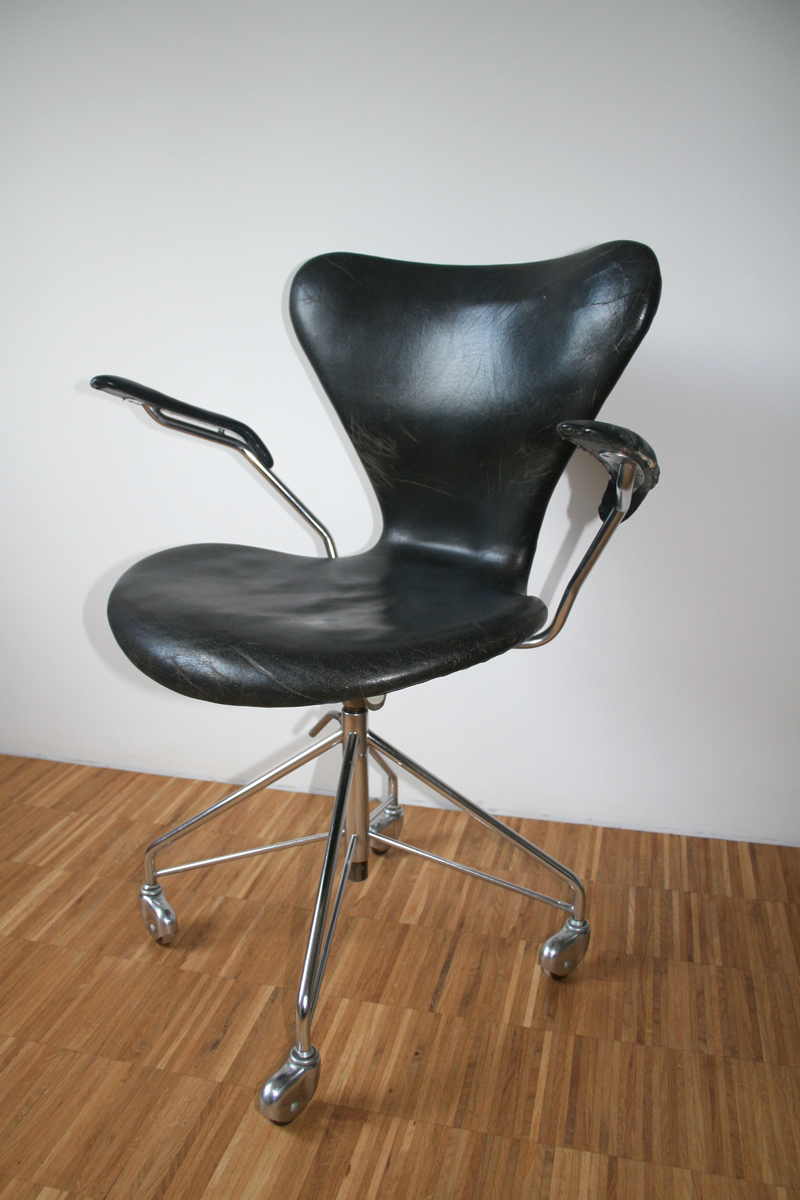
アルネ・ヤコブセン。セブン・チェア（1955年）

### 人間工学、健康との関係

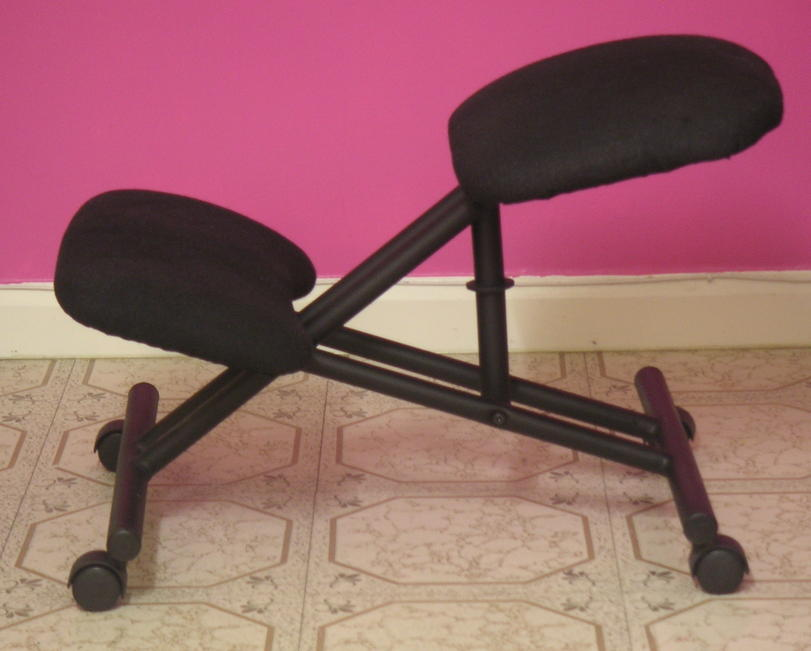
Kneeling chair

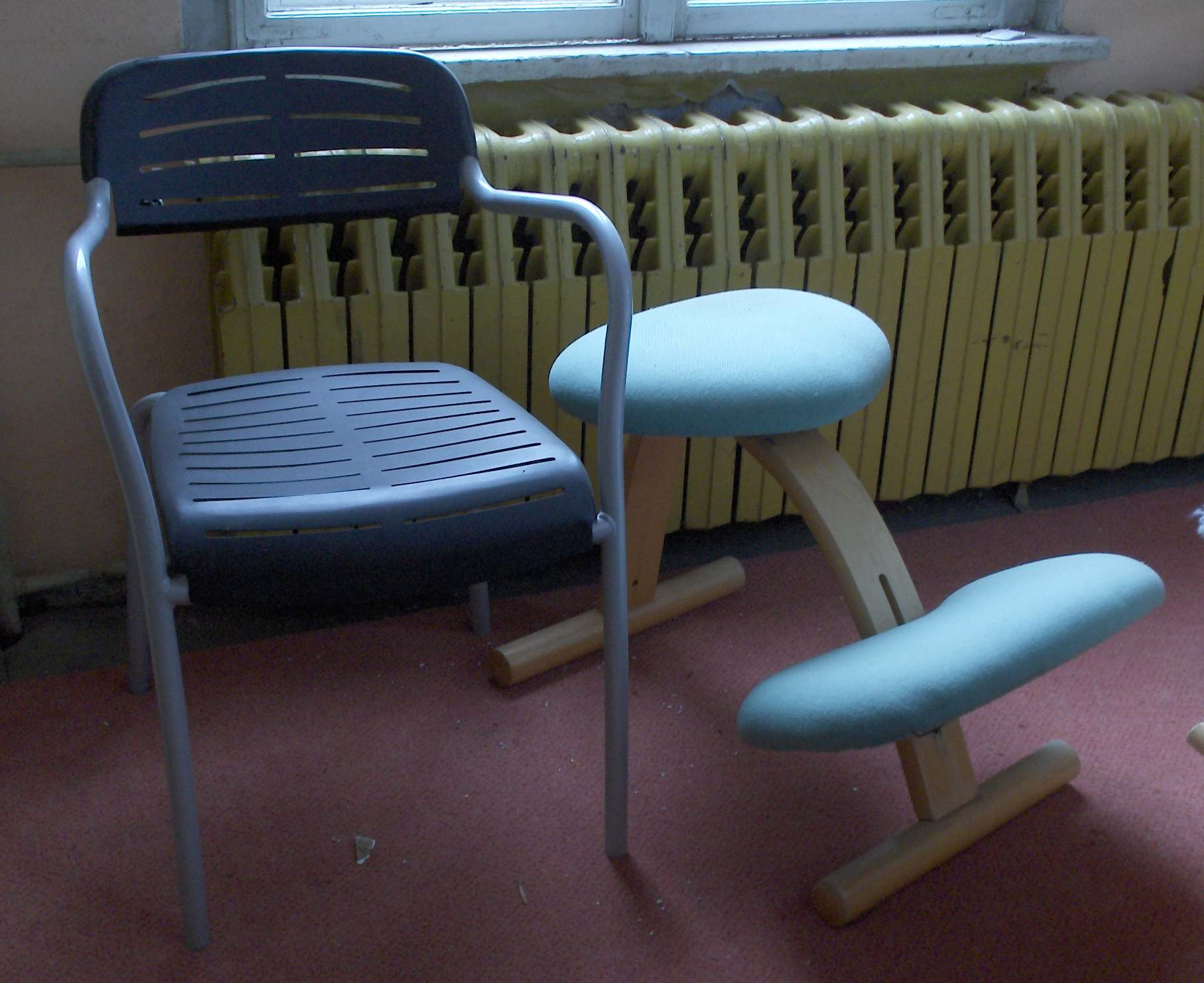
右がリボ社のバランスチェアと思われる

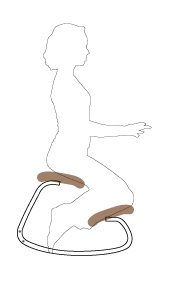
バランスチェア風の椅子

座面の高さは姿勢と作業性に最も大きな影響を及ぼす。例えば浴室の椅子などは座面が低いほど体全体が安定し、手先に力を入れやすくなる。ただし立位への移行が難しく、背中が丸まってしまうため長時間の使用は体に負担がかかる。一方座面が高い場合、上体の姿勢は良くなる。しかし下肢への負担は多くなる。作業性は高く、ほぼ立位なので、歩行への移行もスムーズである。また、座面の角度や柔らかさ、奥行きも重要な要因である。

#### 事務等の作業用椅子
事務などの業務作業で長時間使う椅子は、背や下肢の負担を軽減でき、立ち作業を中心とする業務においても併用することで疲労対策や作業効率が改善する。作業環境によっては背もたれが必須である。背もたれ付きの場合、背もたれの角度や高さ、背もたれと座面の間の角度が考慮される。
椅子と人間の身体との関係の科学的解明は1950年代から始まったが、1970年代末からのオフィスのOA化などの環境変化で視力低下や腕の疲れといった新しい職業病も指摘されるようになり、新たな環境に対応した椅子やデスクなどの家具、照明方法や環境調整の方法が開発されるようになった。最も顕著なものとして、座面が従来のものより前傾できるような機構にして前傾作業姿勢を可能にしたものや（前傾化）、椅子の部分を可動にしたもの（可動化）がある。

#### 休息・安楽用椅子
休息・安楽用椅子は長時間の着座に適応した椅子で、劇場や乗物の座席にも利用されている。休息・安楽用椅子の椅子の支持面の要素には、座角度、座面奥行、座面高、背もたれ角度、腰部支持高などがある。

### バランスチェア
バランスチェアは、立位と正座の中間姿勢を取る椅子である。座面が前傾し、前にずり落ちようとする動きを膝で支える、奇妙な外観を持つ。発明者が子ども時代に、学校の椅子の座面を前傾させて座る遊びをしていたことから生まれた。また、Hans Christian Mengshoelがヨーガの姿勢からヒントを得たともいわれる。体重が尻と膝に分散されるとともに、座れば自然に背筋が理想的なS字カーブを描いてまっすぐ立つため、腰肩首への負担が劇的に改善される。太ももの圧迫も少なくなるため、血行が妨げられて足が痺れたりむくみやすくなる問題も劇的に軽減される。事務作業向きの椅子といえる。人間の骨格は背骨と大腿骨を90度に曲げて長時間保持できる構造になっておらず、座面が水平の椅子に座ると、腰への負担を軽減するために必ず背骨を丸めた猫背の姿勢を取ろうとする点に着目して作られた、人間工学的にきわめて優れた設計になっている。しかし､構造上の関係から前後の幅広いスペースを必要とするといった欠点もある｡

### サドルチェア
サドルチェアは乗馬の姿勢で座る、鞍型をした、疲労を軽減できる椅子である。北欧の歯科医の90%が採用しており、長時間座ったまま動き回る職人仕事に適している。バランスチェア同様、無理なく自然に背筋を立てる座り方が可能であり、通常の座面の椅子と比較して、体重によって血行を妨げられる要素や、腰などへの負担が劇的に改善される。

### マッサージチェア
マッサージ機能がついた椅子の総称。電動モーターにより指圧球が上下し、筋肉のこった部分を揉みほぐす機能がある。近年では背筋を揉み解すだけでなく、立ち作業による足のむくみをほぐすための機能なども加わり、プログラム化されたマッサージメニューが選択できる。家電メーカーによっては心臓の心拍数に合わせて制御する機能を備えたものもある。

### 座ることの不健康とその対策
そもそも、座っていることは健康に悪いことが近年では調査データを用いて科学的に明らかにされるようになってきており、体をよく動かすアスリートですら、座っている時間の長さは健康の悪化に相関している。このため、毎週2回の椅子を使った運動も推奨されている。

あえて椅子を使わないスタンディング・デスク

座ることで血液循環が悪くなることや腰痛・背中痛に悩まされる人などもいると広く知られたことで、2010年代後半や2020年代から、一部のオフィスでは、従業員が椅子を使わず立ったままPCを操作できるように、椅子を使わないスタンディング・デスクを導入するようになった。眠気も防げ、認知能力も上がり、"生産性"も上がるとされ、特にデスクでPCを操作するだけでなく頻繁にデスクから離れる必要もある職種では仕事の効率も上がる。

## 象徴的機能
椅子は、古代エジプトの玉座や中世教会の司教の椅子などを見ても分かるように、地位や役職を象徴する性質を持つ（椅子の象徴性）。
たとえば玉座は王が用いる椅子である。また「玉座」と言った場合、それに座るであろう者が得るであろう権限や権威を暗喩していることもある。ローマ・カトリック教会では、司教になった人が、司教の公式の任務を果たす時に腰かける座席は「司教座」と言う。そして司教座が設置されている（一般の教会堂よりも格の高い）教会堂（聖堂）を特に「司教座聖堂」と言い、フランス語では「cathédrale カテドラル」、英語では「cathedral キャシードラル」と言う。もともと座席を意味する古代ギリシア語は「kathedra カテドラ」であり、(ローマ・カトリックの公用語の）ラテン語ではそれをcathedraと表記したが、それが「cathédrale」や「cathedral」の語源となっているのであり、特定の役職の座席が設置されているということが重要な意味を持っているわけである。なお正教会でも英語表現は「cathedral」で同一だが、日本の正教会ではそのような座席を「主教座」と（ローマ・カトリック教会とは若干異なる漢字表現で）呼び、そうした座席が設置されている聖堂は「主教座聖堂」と呼んでいる。
これらのことから、役職や社会的地位の比喩としても使われている。
現代の組織で使われるオフィス事務用椅子についてもグレード分類があり、これは椅子の記号的性格（象徴的性格）を反映している。つまり、たとえば「社長など組織の長の地位を感じさせる椅子」「部長級の地位を感じさせる椅子」「ヒラの従業員を感じさせる椅子」などのグレードがあり、椅子選びおよび購入を担当している会社の総務部などでは、その"グレード分類"を参考にして経営者・管理職・平従業員などの椅子を選んでいる場合があるのである。

## 歴史

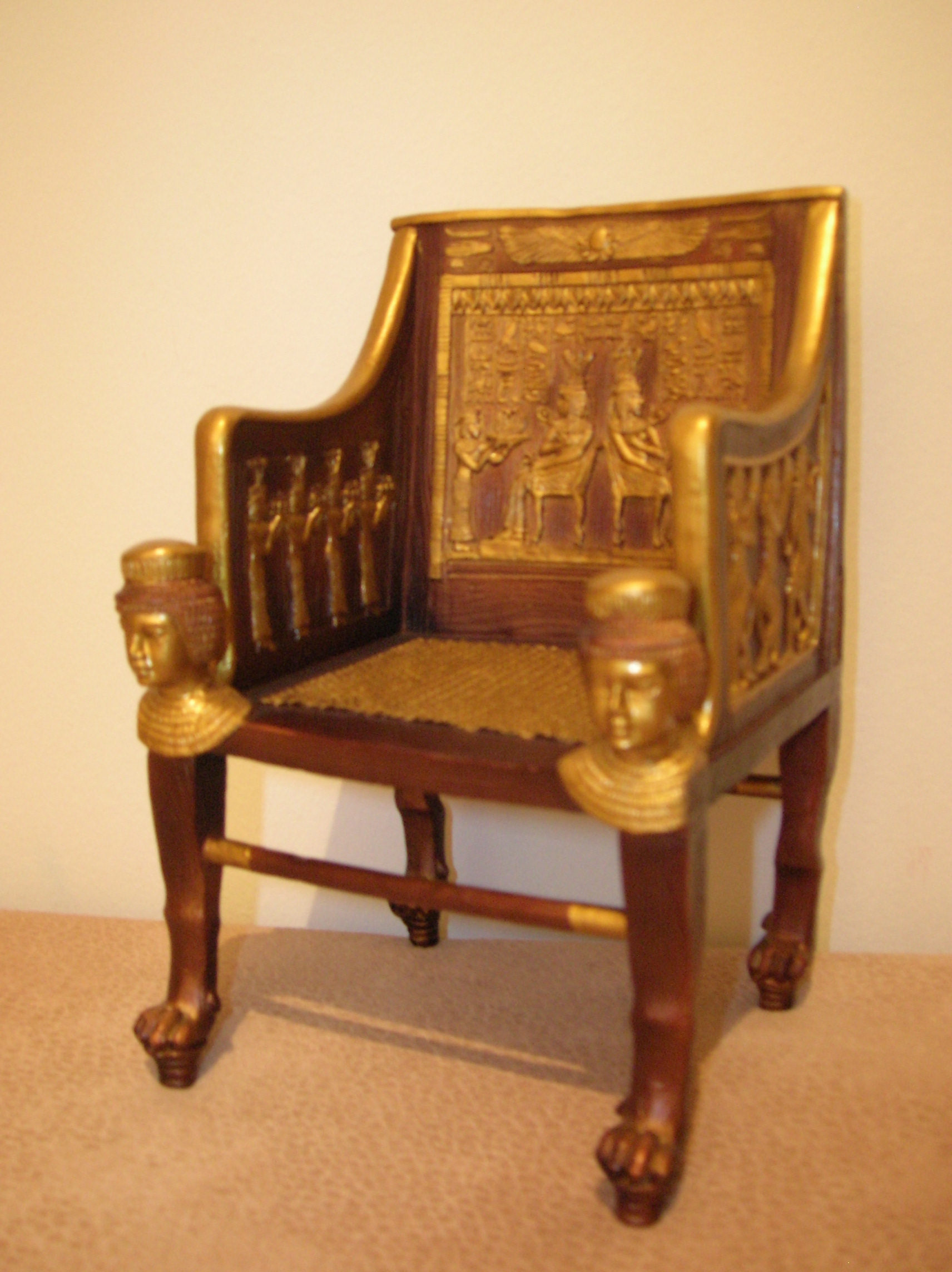
古代エジプト、エジプト第18王朝、Sitamun王子の椅子。今日から3000年以上前のもので、木製で金箔が貼られ、王族の財力を見せつける豪奢な品で、一流の職人の技によって、背もたれには王権にまつわるレリーフが彫られ、脚部は動物の肢の形態になっている。

人間が座るためのものは、かつては石や切株などの自然物が転用され、さらに椅子が座るための道具として利用されてきた。椅子の歴史は古代エジプトに遡る。古代エジプトでは椅子は権威の象徴として用いられた。

### 西欧

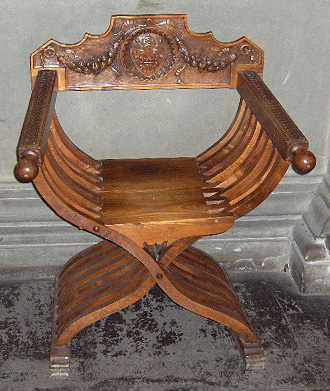
フィレンツェのヴェッキオ宮殿のX脚椅子

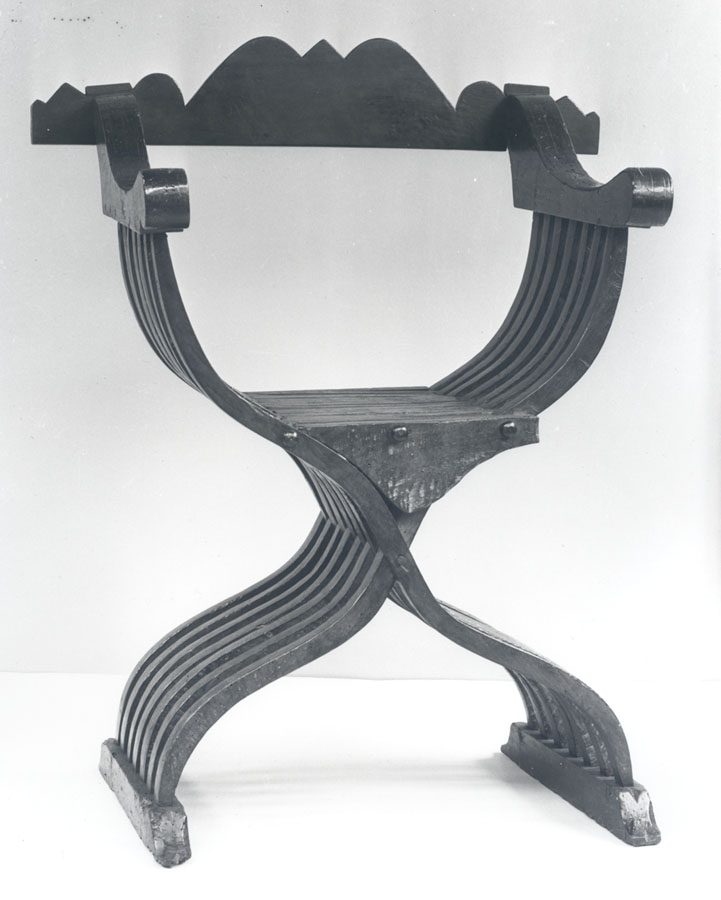
サボナローラ椅子

ルネサンス期には宮廷婦人の間で裾が拡がったスカートが流行し、椅子もその影響を受けて座面の前を広く扇型にしたカクトワール（おしゃべり椅子）が広く用いられた。
ルネサンス期のX脚椅子(X-chair)として、修道士ジロラモ・サヴォナローラに因んだサボナローラ椅子(サボナローラチェア)、詩人ダンテ・アリギエーリに因んだダンテスカ (Dantesca)がある。
宮廷の作法や衣服に影響を受けた椅子としてほかに、17世紀前期のファージンゲイルチェアや17世紀後期のイギリス宮廷のペリウィッグチェア（かつら椅子）などがある。

#### 伝統的な椅子
- ウィンザーチェア
- シェーズ・ロング

### アジア

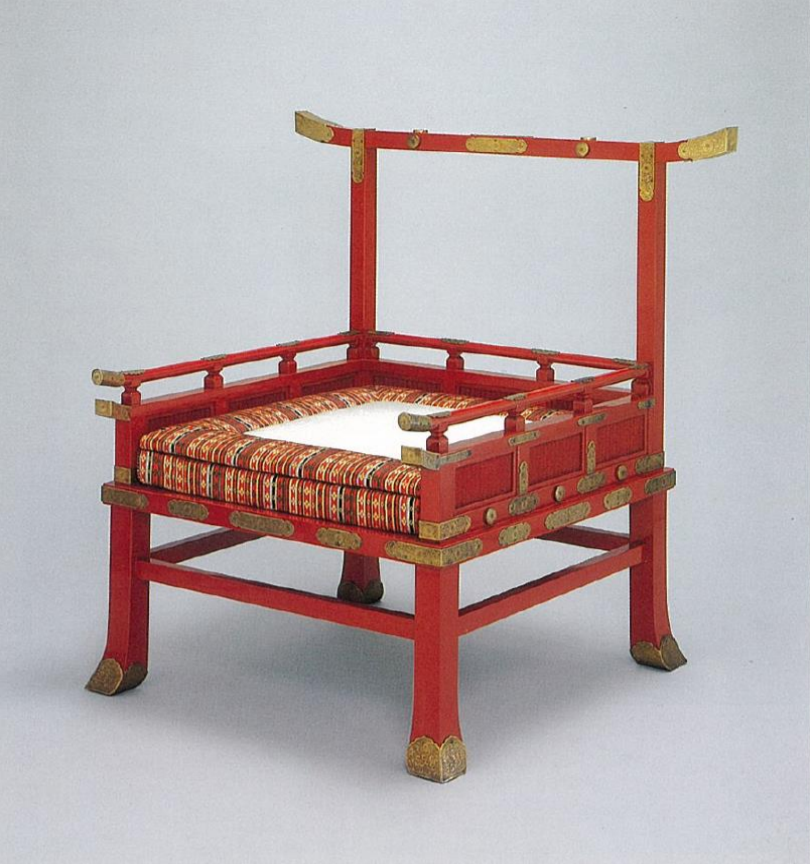
天皇の御倚子（おいし）

西欧同様に中国は「イス文化」の歴史を持つ。中国では北方遊牧民の北魏の風俗から椅子の普及が始まり、宋の時代に一般階層まで行き渡った。

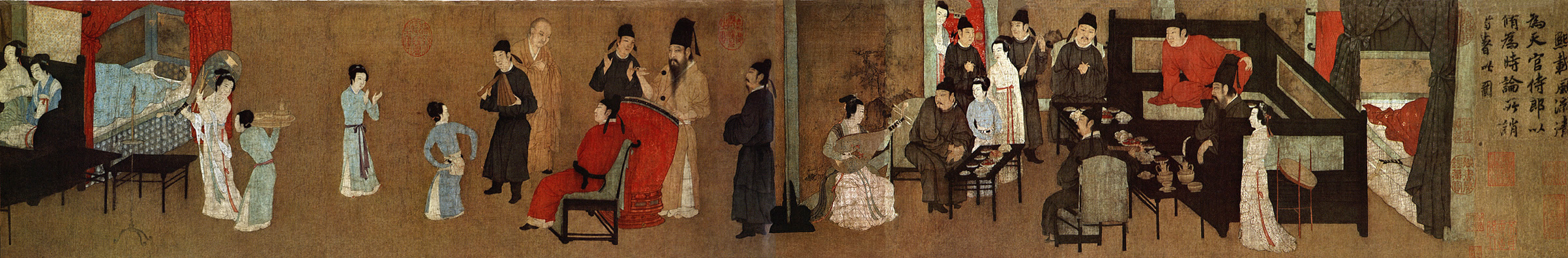
宋 (王朝)時代の家具。椅子やテーブルが使われている。

一方、日本や朝鮮では椅子をあまり用いない生活様式をしてきた歴史がある。
日本
日本では、椅子はもともと「倚子（いし）」と呼ばれ、「椅子の埴輪」の存在から6～7世紀には大陸から伝来したと考えられる。奈良時代には、四角の脚付きの座面に左右に勾欄（こうらん）と呼ばれるひじ掛けをつけ、背面に鳥居型の背もたれをつけた腰かけ「倚子」の使用が正倉院の遺例でみられた。
平安時代に一部の身分が「倚子（いし）」、床子などが用いることがあったが、広く継続・普及しなかった。
鎌倉時代には禅僧の間で使用されるようになり、このとき「椅子（いす）」の表記と「いす」という唐音での読みが一般化した。
屋外では、戦場などで折りたたみ椅子（「床几（しょうぎ）」）や、露天の茶店などでベンチに相当する椅子（「縁台（えんだい）」）は用いられた。ただしこれらは一時的に腰を掛けるものであり、普段は畳や木の板の床に直接座る生活習慣を持っていた。また、仏教寺院では曲彔が用いられる事もあった。邦楽の世界では合曳（あいびき）と呼ばれる現代の正座椅子に酷似した形状の指物の椅子が長く使われてきた。江戸時代以前でも西洋と交流・交易のあった場所や、教会や洋館などでは用いられていた。

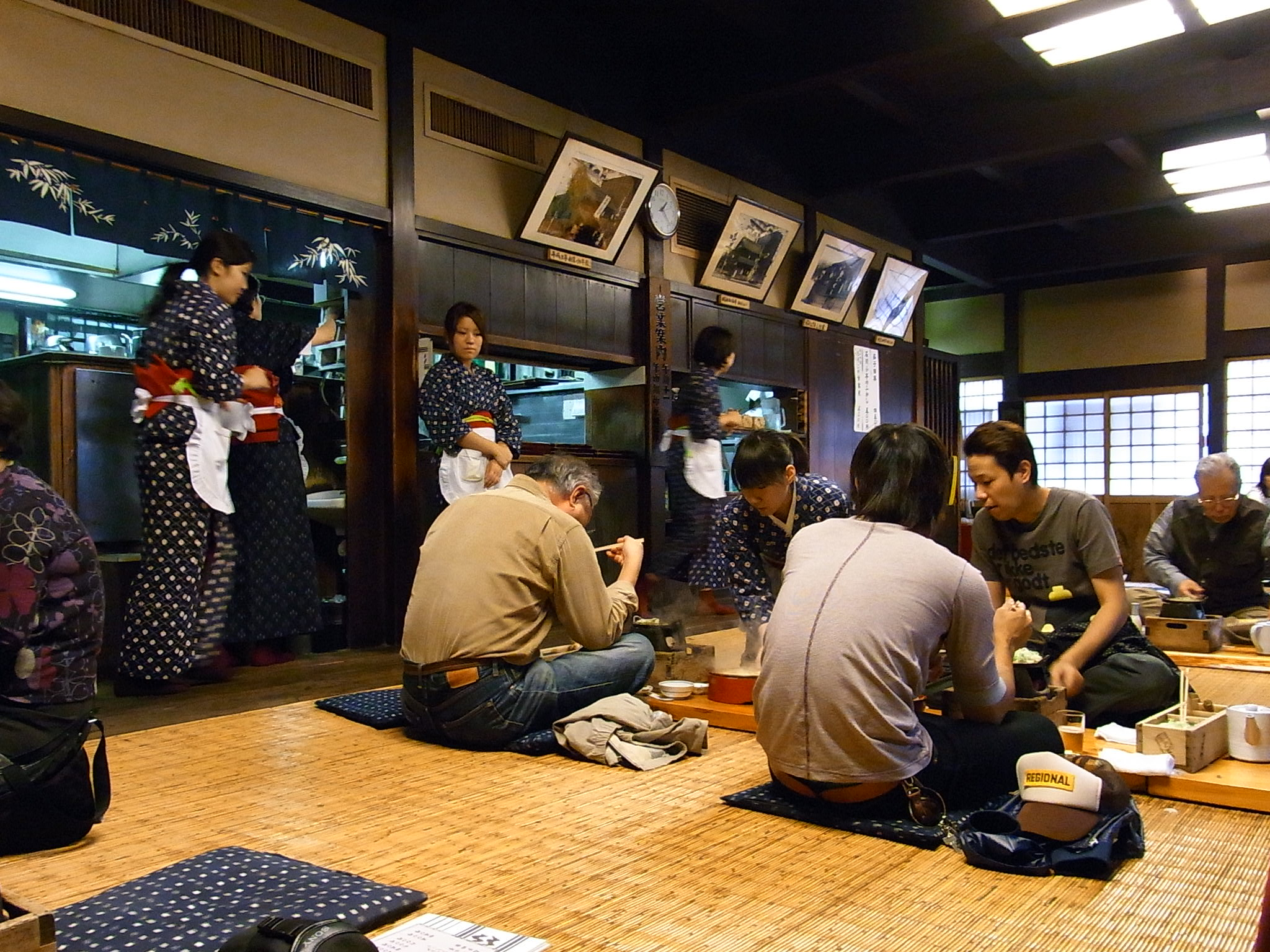
江戸時代の椅子を使わない生活様式を残す駒形どぜう

江戸時代でも、人々は木の板や畳など、床面に直接に座る生活様式で生きていた。江戸の煮売屋などの飲食店でも、客は来店すると店内の一段上がった、板張りの場所に座り、その床に直接に置かれたお盆に載せた料理を食べていた。すなわち、椅子は使っておらず、床と座面と料理がすべて同一の高さであった。　江戸時代の風情を現代に伝える店である駒形どぜうも、入口を入ったすぐの「入れ込み席」は江戸時代の様式を残しており、客が座る面と料理が同じ高さであり、椅子もテーブルも使われていない。
ロシアの使節プチャーチンの秘書ゴンチャロフは、1853年（嘉永6年）12月8日、長崎を訪れた際に見た日本人がいかに椅子に不慣れであるかを彼の著書『日本渡航記』（1857年）に書き記している。これによると、ロシアの使節団と幕府の要人との間でまず両代表による会見時の座り方をどのようにするかが話し合われたが、ロシア人が畳の上に5分も座っていられなかったのと同様、日本人も椅子の上に座ることができなかったという。日本人は椅子に座ることに「慣れないために足が痺れるのである」と書かれている。このように、江戸時代までは椅子は一般には普及しておらず、そのため椅子に座るという生活習慣もなかった。
明治に入って文明開化を経ると、学校や役場などでは椅子が用いられるようになったが、一般家庭に普及するにはまだ時間がかかった。和室・畳文化の生活習慣の中では座布団などが椅子の役目を担っており、椅子を用いる必然性が低かったためである。その後、西洋文化の影響で洋間が取り入れられるようになると、一般家庭でも椅子が用いられるようになった。現代では学校や一般家庭を始め、多くの場所で用いられている。
日本での椅子の受容が進まなかった原因のひとつとして、矢田部英正は日本の服飾と椅子との相性に原因があると主張している。日本の服飾は直線的に裁ち落とした布を内袷にして帯で締める呉服が基礎になっており、着崩れ防止と姿勢補助としての機能を持つ帯締めの和服と、背もたれの付いた椅子とは相性が悪く、江戸時代以前に作られた現存する和製の椅子の背もたれは、上体を支えて寛ぐことは考えられていない。

#### 伝統的な椅子
- 縁台
- 床机

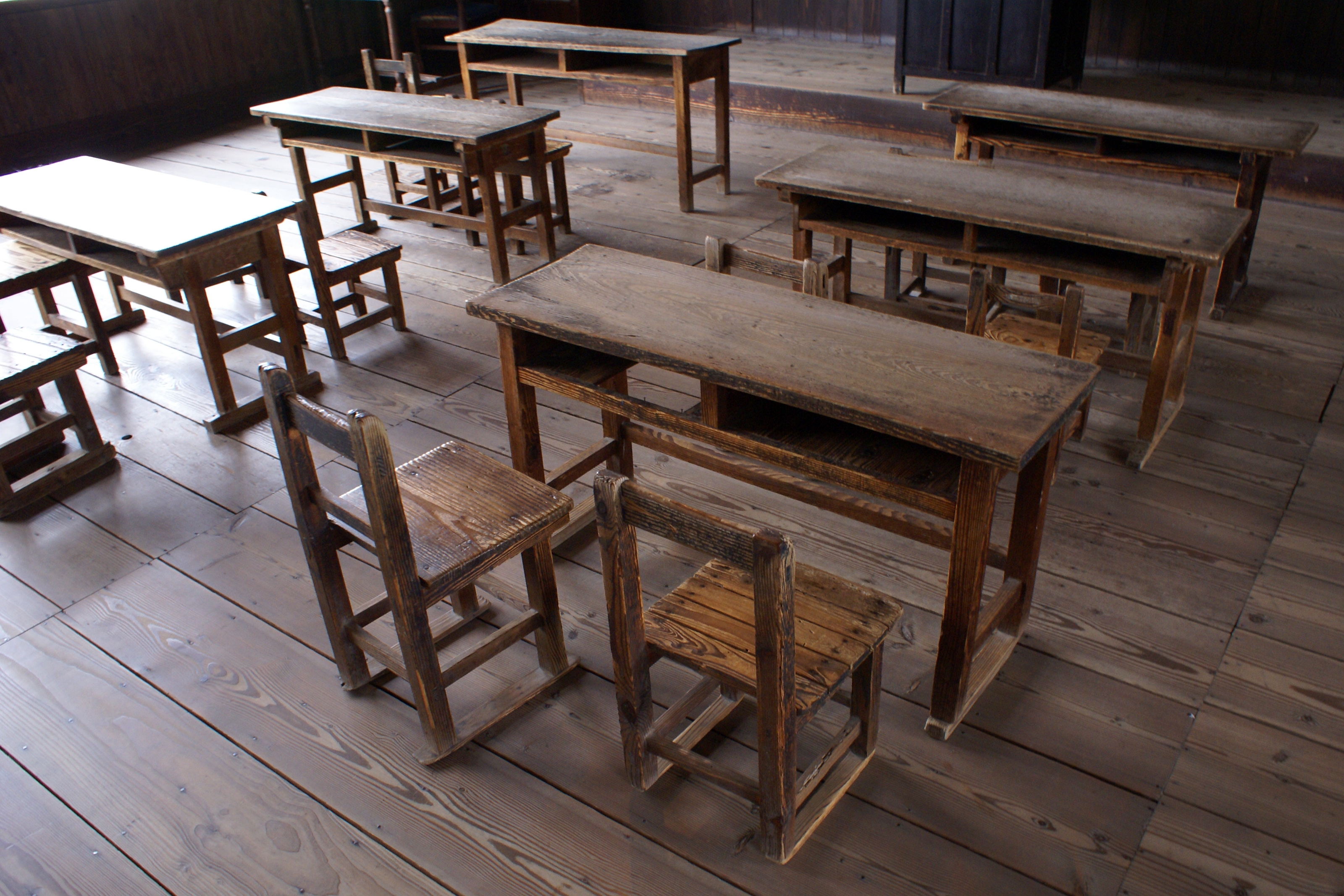
日本の昭和時代の学校の椅子（二十四の瞳映画村）
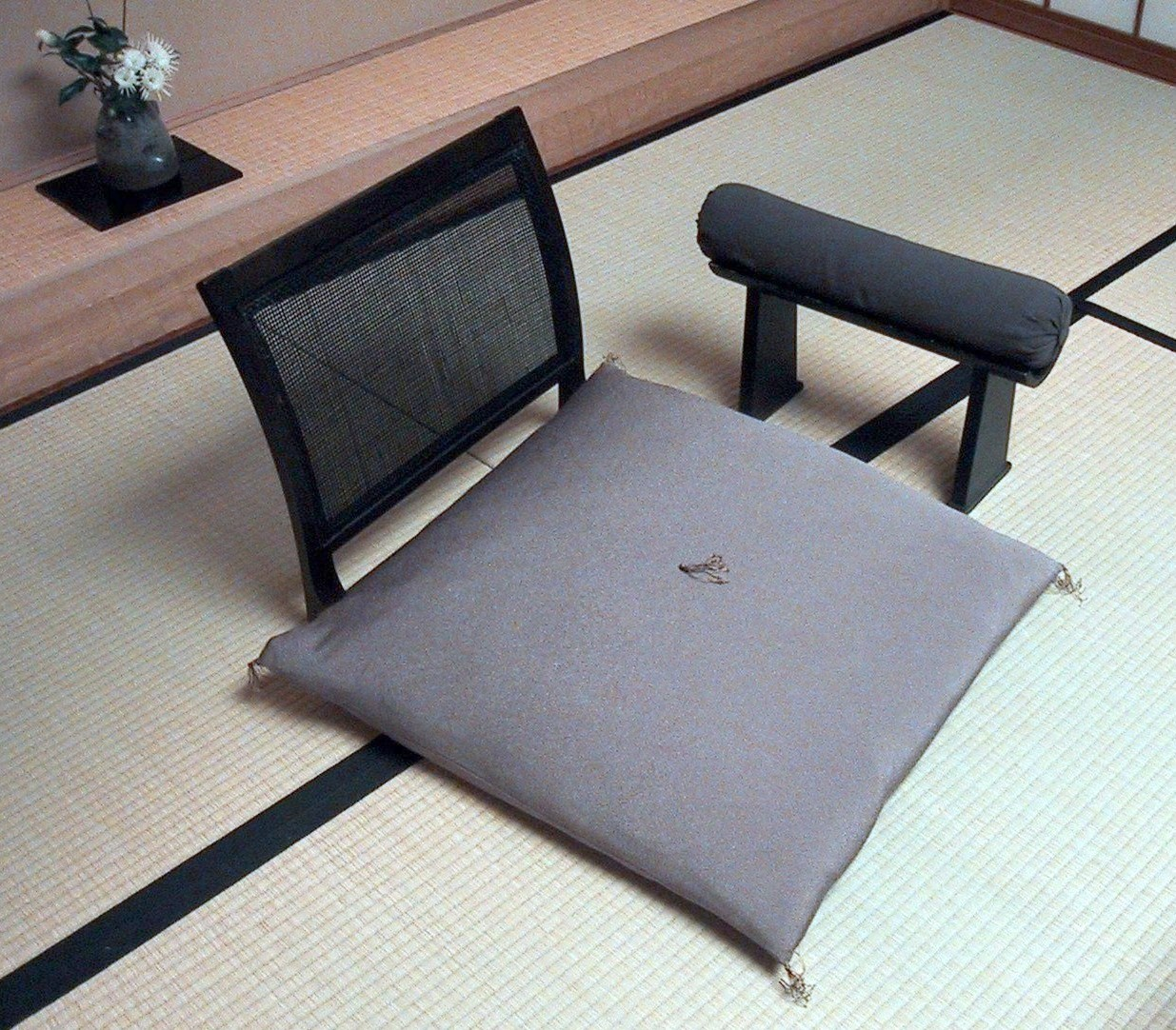
日本の座椅子
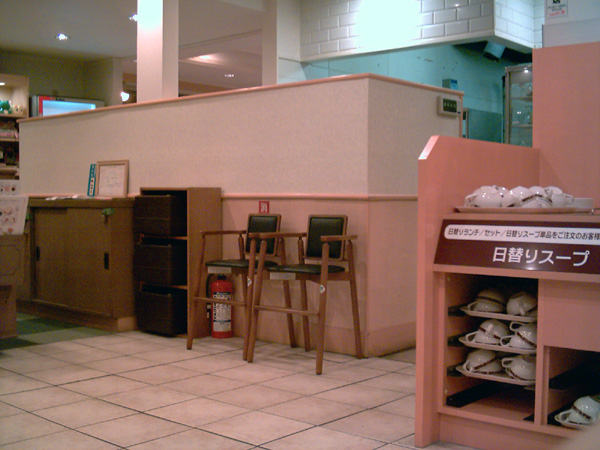
飲食店の子供用（ガスト）
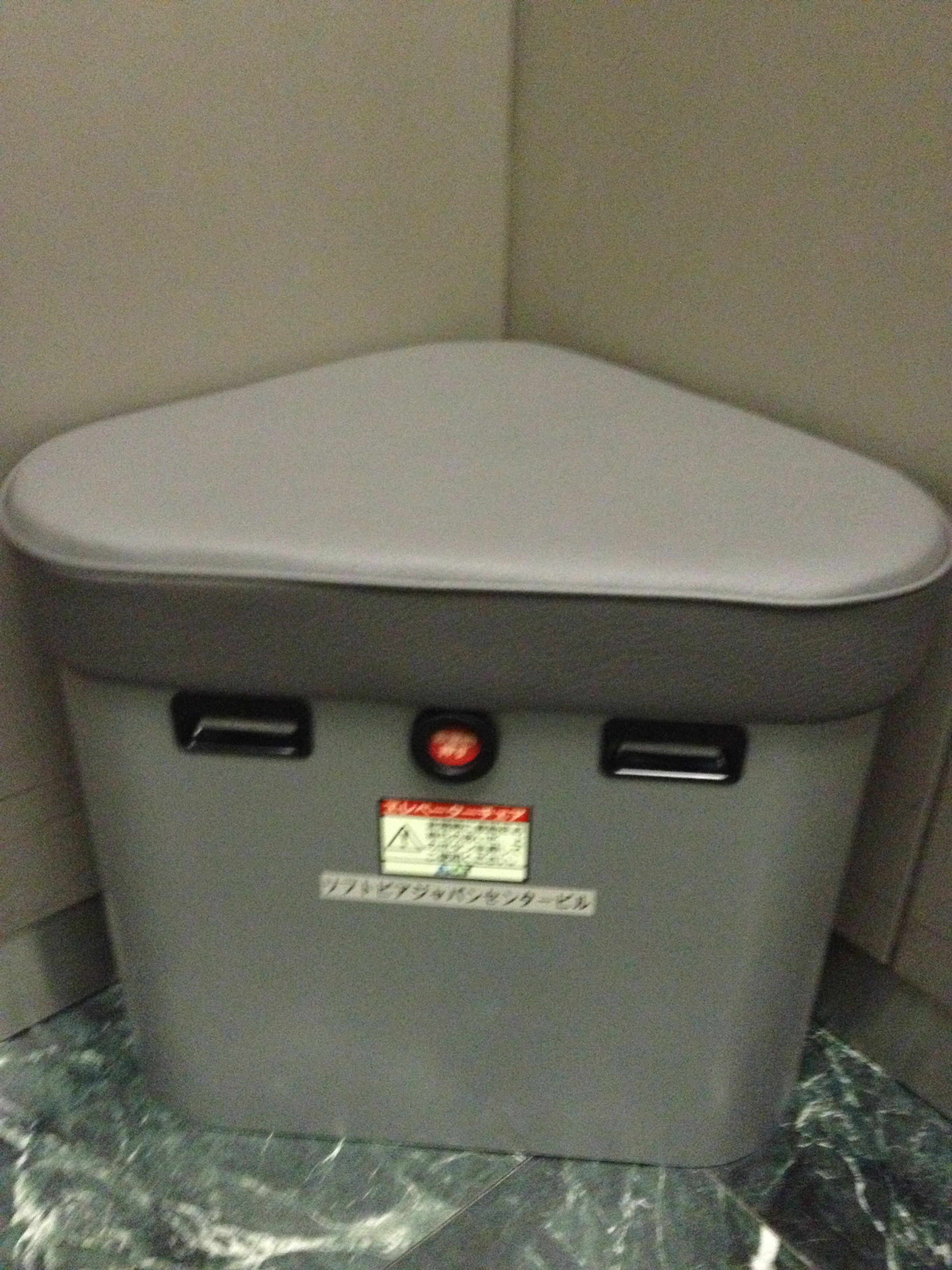
「エレベーターチェア」（非常時には便器となるスツール）

## 椅子と騒音
椅子の脚と床面の摩擦が起こす騒音（移動音）は、嫌悪されることがある（特にフローリングの場合）。椅子にゴムやフェルトが元々付いていることや、使用者側が付けるという場合もある。日本の小学校では近年、騒音緩和対策として、使用済みテニスボールを椅子の脚に嵌める動きもある。しかし、「微量の化学物質放散による健康被害」を指摘する声もある。

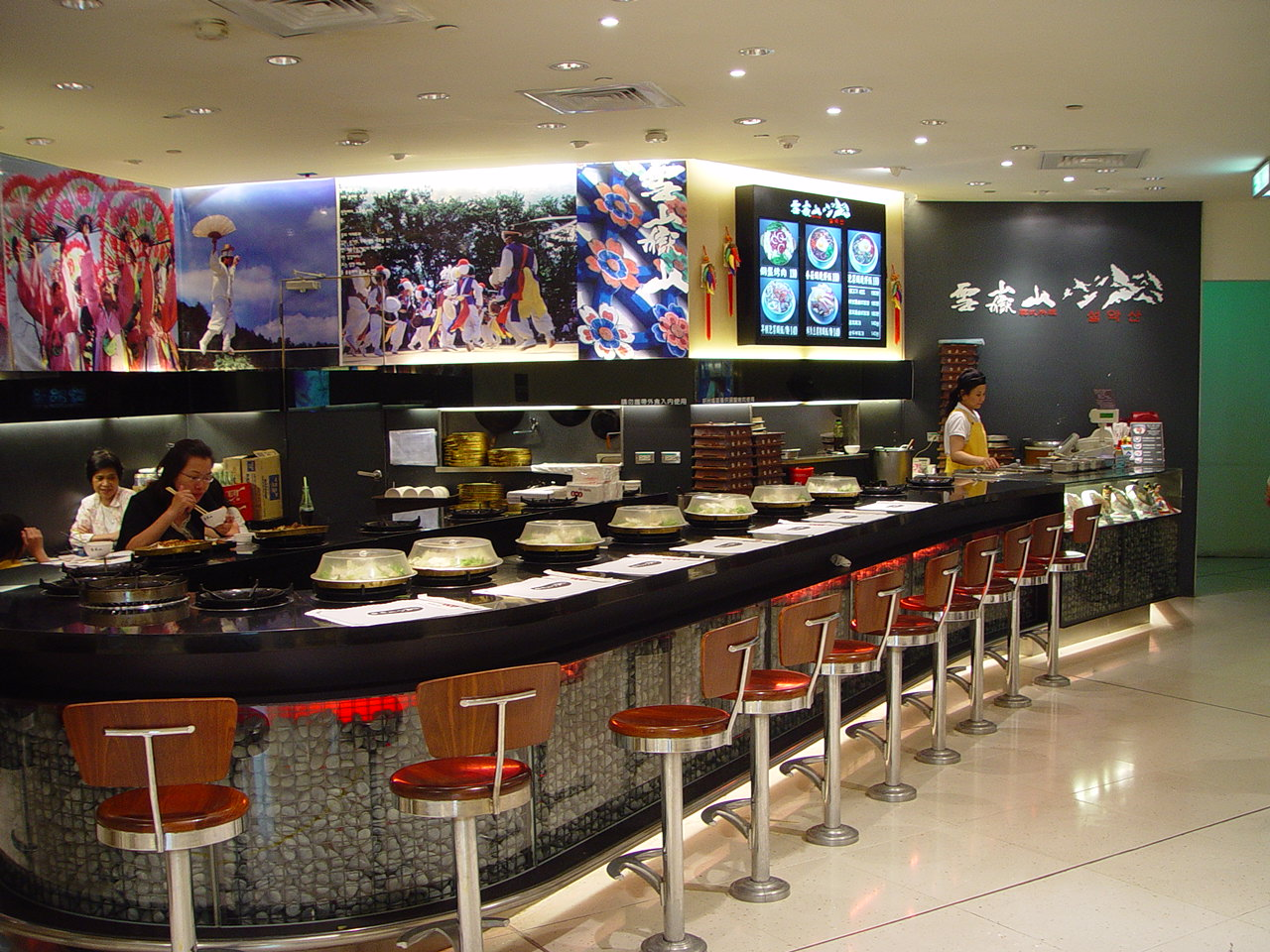
極めて低い背もたれ（カウンター席。）
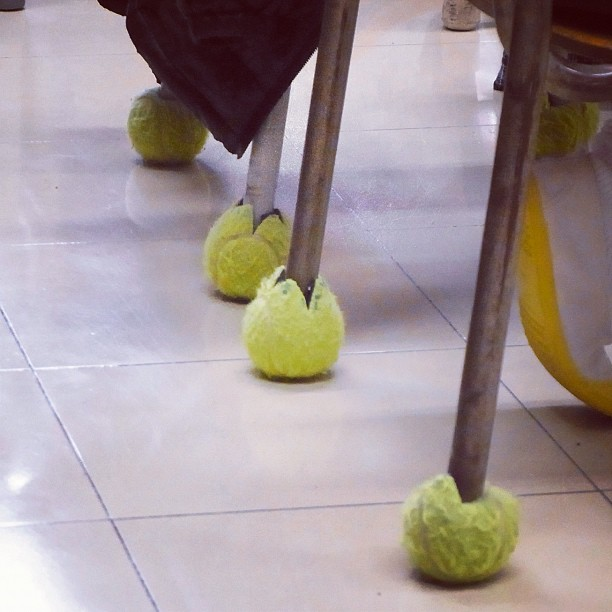
テニスボール

## 椅子と法規
アメリカでは、従業員が職業的に使う椅子に関してはOSHA regulationsという法規がある。
日本では「いす、腰掛け及び座いす」として家庭用品品質表示法の適用対象となっており雑貨工業品品質表示規程に定めがある。

## 椅子に関連した小説など
- 人間椅子：江戸川乱歩の小説
- 銀のいす：ナルニア国ものがたりの第4巻
- 椅子：ウジェーヌ・イヨネスコの不条理演劇。舞台上に次から次へと椅子が持ち込まれ、最終的には椅子が舞台を埋めつくす。

## ギャラリー

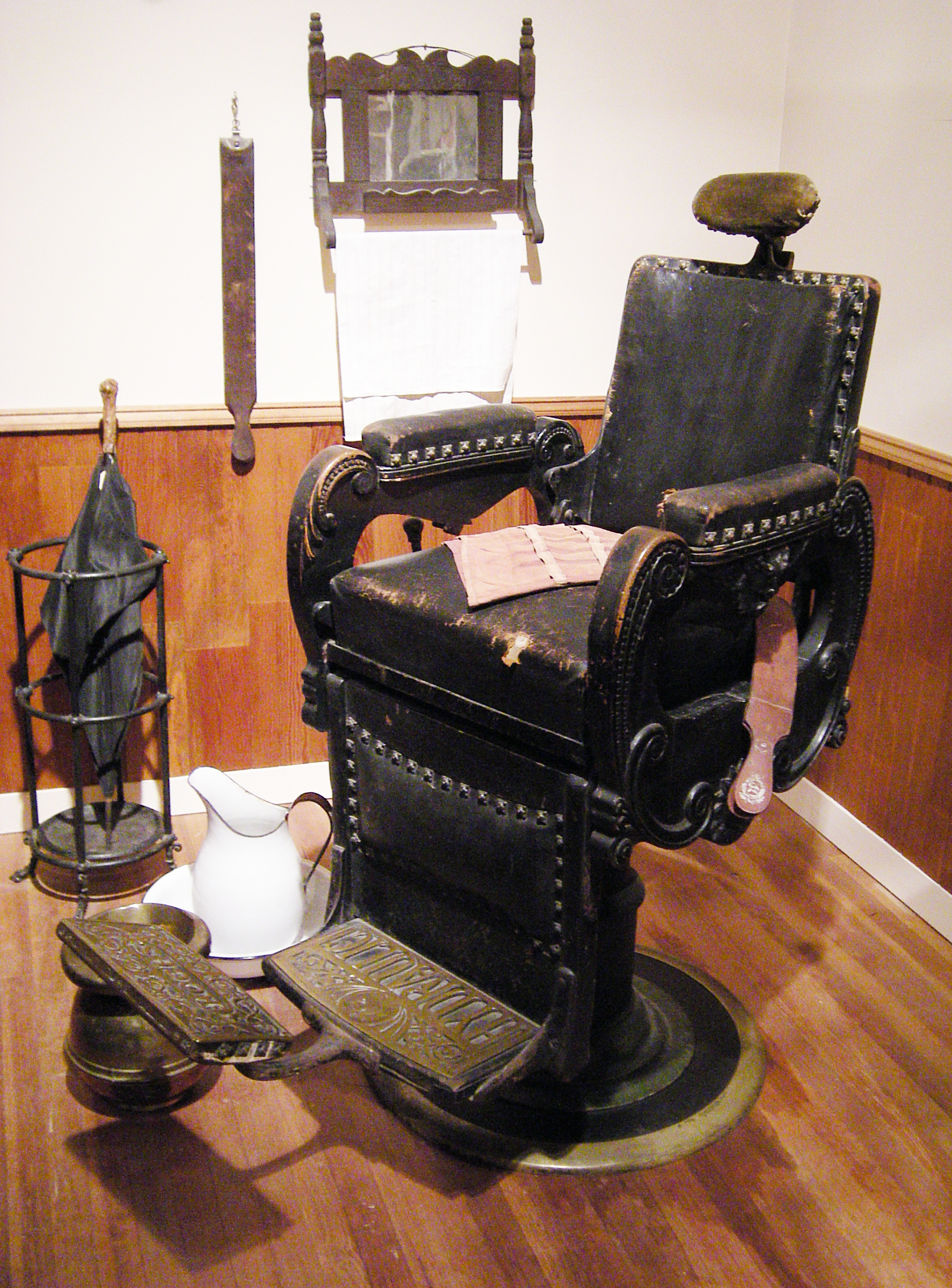
バーバーチェア
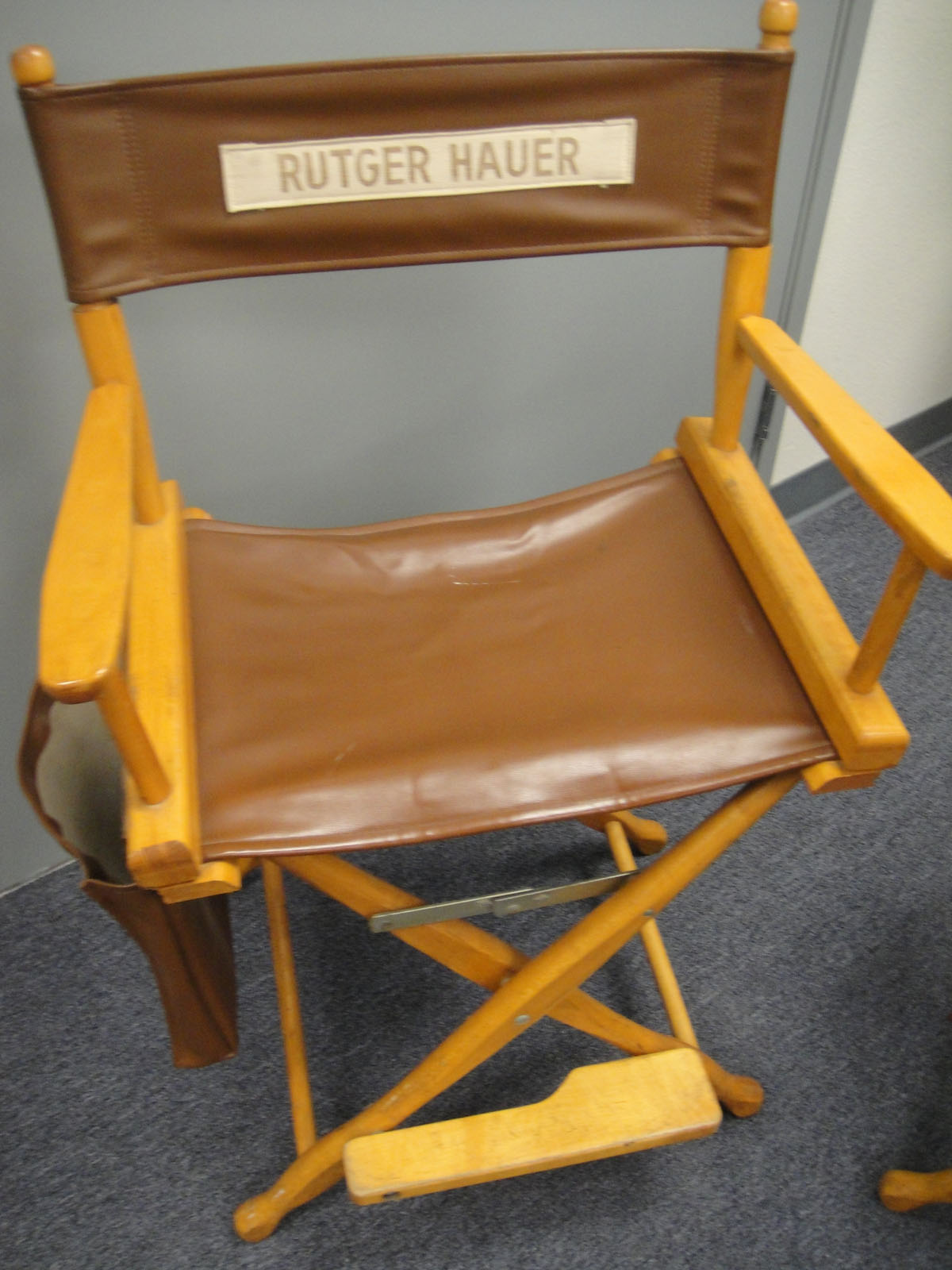
ディレクターズチェア
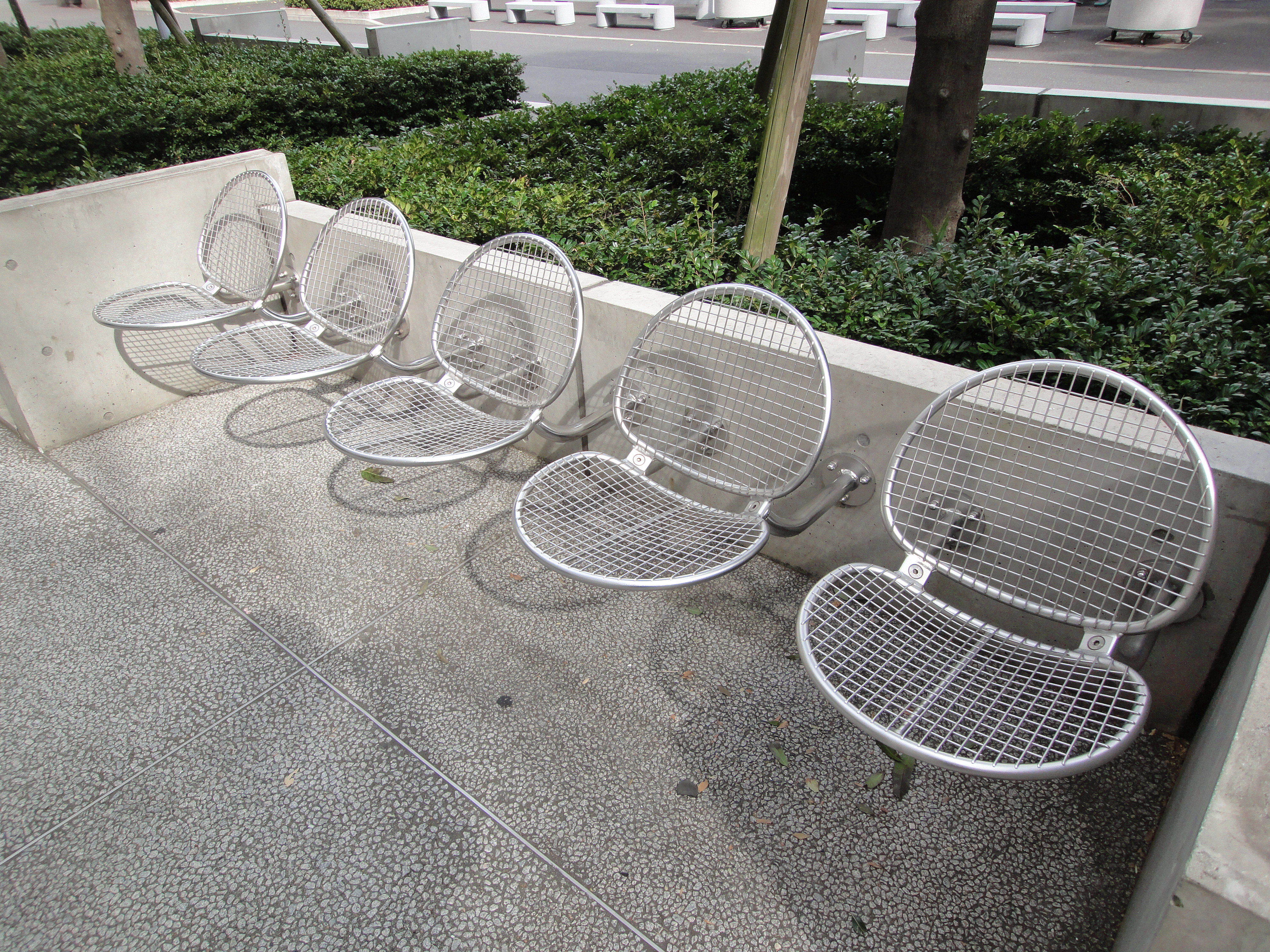
網（メッシュ）
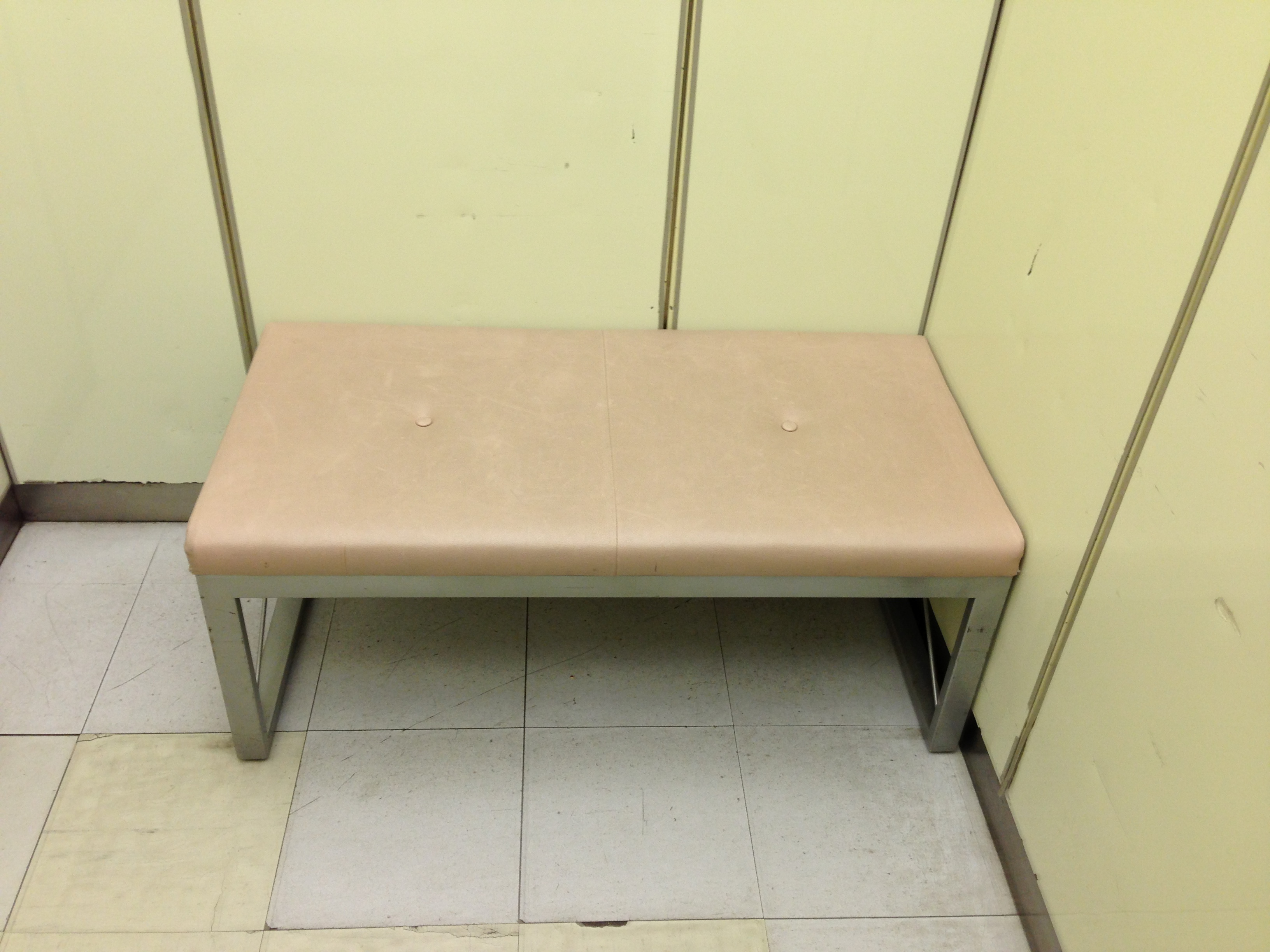
エレベーター内に設置